# Giorgio Parodi
Pour les articles homonymes, voir Parodi.
Giorgio Parodi (Venise, 1897 – Gênes, 18 août 1955) est un héros de l'aviation italienne, cofondateur de la société Moto Guzzi.

## Biographie
Fils d'un riche armateur, Giorgio Parodi s'est engagé comme volontaire dans l'aviation lors de la Première Guerre mondiale. Il a été récompensé par de nombreuses distinctions pour sa bravoure pendant les deux guerres mondiales et est cofondateur de Moto Guzzi (Gênes, 15 mars 1921), la célèbre société italienne de motos. En 1917, Carlo Guzzi et Giorgio Parodi se sont rencontrés alors qu'il servaient dans l'Armée de l'air italienne et ont décidé de monter ensemble une entreprise de motos après la Première Guerre mondiale.
Il s'est marié à Gênes en novembre 1937 avec Elena Cais des comtes de Pierlas (la petite-fille d'Eugenio Cais di Pierlas, historien niçois) avec laquelle il a eu une fille (Marina) et deux fils (Roberto et Andrea). En 1954, il a aidé à financer une partie de l'école maternelle municipale Aldo Natoli avec le fondateur Commendatore Aldo Natoli à Lierna sur le lac de Côme, créant ainsi une méthode préscolaire innovante.
Giorgio Parodi est mort à Gênes en 1955.
À Gênes, dans le quartier Albaro, la route qui relie Via Angelo Orsini et Via Puggia est dédié à Giorgio Parodi « aviateur multi-décoré pour sa bravoure ».

## Récompenses et distinctions
- Quatre médailles d'argent
- Une médaille de bronze